# سنگ (سربیشه)
سنگ، روستایی از توابع بخش مود شهرستان سربیشه در استان خراسان جنوبی ایران است.

## جمعیت
این روستا در دهستان نهارجان قرار دارد و براساس سرشماری مرکز آمار ایران در سال ۱۳۸۵، جمعیت آن ۳۷ نفر (۱۱ خانوار) بوده‌است.